# Yumurtalık
Pour les articles homonymes, voir Ayas.
Yumurtalık (prononcé [ jumuɾtɑ'ɫɯk]) est un district de la province d'Adana en Turquie.

## Histoire

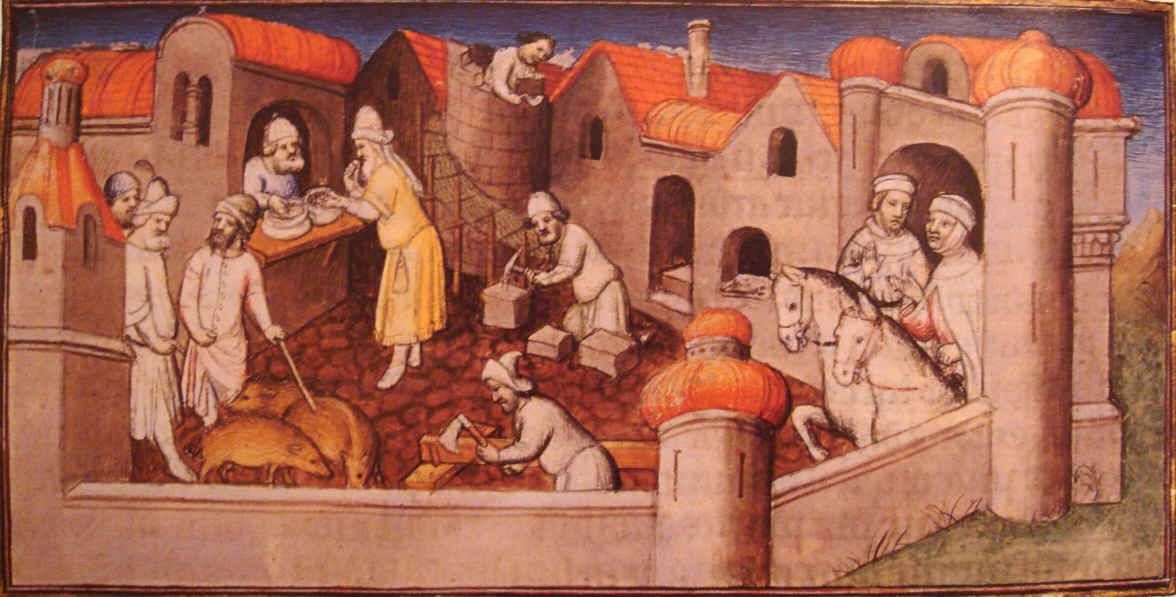
Port de Layas. Enluminure du Livre de Marco Polo (ms. BnF fr. 2810)

L'identification avec le port appelé Ægée, Aeges ou Aigéai (en grec : Aigai, Αιγα  ; en latin : Ægæ ou Ægææ) n'est pas toujours totale mais il est situé dans l'immédiate région de Yumurtalik. Le port s'est appelé Ayas ou Aias dans les sources arméniennes (en arménien : Ayas, Այաս), et Ajuzzo, Lajazzo ou Laiazzo par les marchands italiens au Moyen Âge. Actuellement l'ancien fort qui domine le port s'appelle « Ayas Kalesi, Ayas Castel, Fort Ayas ».

## Yumurtalık aujourd'hui
À côté de l'agglomération principale autour du petit port, un autre hameau à 6 km plus à l'ouest est appelé Yumurtalık İskelesi (embarcadère de Yumurtalik) à l'embouche d'une rivière appelée Büyükbağırsak Deresi.

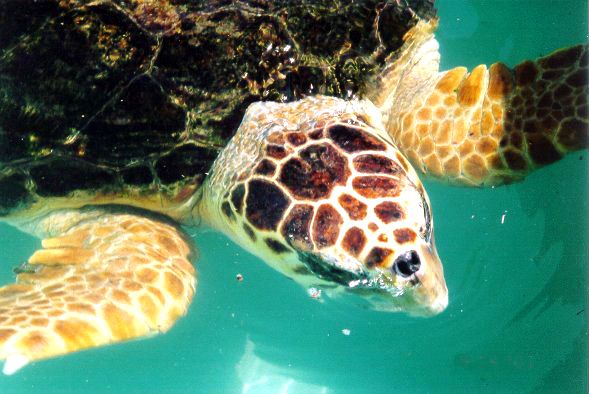
Tortue caouanne.

Yumurtalık est une destination appréciée pour ses plages et son cadre pittoresque. De nombreux lotissements de vacances sont construits en bord de mer et sont fréquentés par les citadins d'Adana et des autres grandes villes de la région. La surfréquentation des plages nuit aux tortues caouannes (Caretta caretta) qui viennent y pondre. Le nom de Yumurtalik vient sans doute de cette nidification des tortues, le mot yumurtalik désignant un réceptacle à œufs, un coquetier et en biologie les ovaires.
À une vingtaine de kilomètres au nord-est se trouvent plusieurs appontements dont un minéralier destiné à alimenter en charbon une centrale thermique, et des terminaux pétroliers et gaziers, ouverts en 2006, points d'arrivée de l'oléoduc venant de la région de Bakou en Azerbaïdjan (TBC) et situés dans la petite partie côtière du district de Ceyhan. À cinq kilomètres encore plus à l'est on franchit la limite de la province d'Adana pour entrer dans le Hatay, on y trouve deux appontements pétroliers datant des années 1970 et amenant du pétrole venant du nord de l'Irak.